# Laura Harris
Laura Elizabeth Harris (Vancouver, 20 november 1976) is een Canadese actrice die het meest bekend is van haar rol in de series Dead Like Me en 24. Ze speelde echter ook in meerdere films, al in 1990 speelde ze in de verfilming van Stephen Kings boek It. In 1998 was ze te zien als Marybeth in de film The Faculty. Met een vriend richtte ze het productiebedrijf Rocket Chicken International Pictures op, waaronder ze de film Come Together produceerden, waarin Harris de hoofdrol speelde.
Harris' acteercarrière kwam overigens al veel eerder op gang, al op vijfjarige leeftijd was ze te horen in radioprogramma's en animatieseries. In Vancouver werkte ze in haar tienerjaren als succesvol actrice.

## Filmografie

### Film
- Stay Tuned (1992) Vriendinnetje
- Best Wishes Mason Chadwick (1995) May
- Into the Arms of Danger (1997) Jan
- Habitat (1997) Deborah Marlowe
- Suicide Kings (1997) Elise Chasten
- Kitchen Party (1997) Tammy Driscoll
- The Faculty (1998) Marybeth Louise Hutchinson
- The Manor (1999) Gillian Ravenscroft
- Just the Ticket (1999) Alice/Cyclops
- The Highwayman (2000) Ziggy Watson
- The Calling (2000) Kristie St. Clair
- Going Greek (2001) Paige Forrester
- Come Together (2001) Charlotte Hart
- A Mighty Wind (2003) Girl Klapper
- It's Better to Be Wanted For Murder Than Not to Be Wanted at All (2003) Ann Clemons
- Severance (2006) Maggie
- Ted's MBA (2006) Cassie Meyers
- Merlin and the Book of Beasts (2009) Avlynn Pendragon
- Final Sale (2011) Ally Graves
- Path of Souls (2012) Grace Hudson
- An Officer and a murderer (2012, tv-film)

Detective Jennifer Dobson
- The Privileged (2013) Julia Westwood
- Officer Down (2013) Ellen Logue
- Preggoland (2014) Shannon
- Cycles (2016 Short)

### Televisie
- Stephen Kings It (1990 televisiefilm) Loni
- Fifteen (1990-1993) Ashley Fraiser
- My Little Pony Tales (1992 stem) Bright Eyes
- The Odyssey (1994) ep. "Night Life"  Vampire
- Highlander: The Series (1994) aflevering "Obsession" Julia Renquist
- M.A.N.T.I.S. (1994) aflevering "Through the Dark Circle"  tienermeisje
- Ebbie (1995 televisiefilm) Martha Cratchet
- The X Files (1995) aflevering "Die Hand, die verletzt" Andrea
- Sliders (1996) aflevering "The Young and the Relentless" Margo Hall
- Susie Q (1996 televisiefilm) Jeanette
- Halfback Of Notre Dame (1996 televisiefilm) Jill Volsner
- For Those Who Hunt The Wounded Down (1996 televisiefilm) Lucy Bines
- A Kidnapping in the Family (1996 televisiefilm) Josie Cooper
- Sabrina, the Teenage Witch (1996 televisiefilm) Freddie
- Abduction of Innocence: A Moment of Truth Movie (1996 televisiefilm) Laura Rhoades
- Murder at My Door (1996 televisiefilm) Valerie Sanders
- Poltergeist: The Legacy (1997) aflevering "Rough Beast" Tracy Lasker
- The Outer Limits (1997) aflevering "Feasibility Study"  Sarah Hayward
- Nobody Lives Forever (1997 televisiefilm) Kimberly Corley
- Total Recall 2070 (1997) aflevering "Nothing Like the Good Thing" Elana
- The Outer Limits (2001) aflevering "Mona Lisa" Mona Lisa 37X
- 24 (2002-2003) Marie Warner
- Jake 2.0 (2003) ep. "The Spy Who Really Liked Me" Angela Hamilton/Angela Wright
- Dead Like Me Series Regular (2003-2004) Daisy Adair
- A Friend of the Family (2004 televisiefilm) Alison Shaw
- The Dead Zone (2005) ep. "Vanguard", "Saved" en "Forbidden Fruit" Miranda Ellis
- Hollis & Rae (2006) Rae Devereaux
- Stargate Atlantis (2006) aflevering The Game - Nola, de leider van de natie "Geldar."
- CSI: Crime Scene Investigation (2007)(televisieserie) aflevering - Photography Teacher, Dian Ketnor
- Women's Murder Club  (2007)  A.D.A. Jill Bernhardt
- Defying Gravity (2009 ) Zoe Barnes
- Snowmagedon (2011 Tv Movie)

Beth Miller
- Bibliothèque nationale de France: cb14040124t (data)
- Gemeinsame Normdatei: 1061687686
- International Standard Name Identifier: 0000 0000 7840 1155
- Library of Congress Control Number: no99045708
- Nationale Bibliotheek van Polen: a0000001286407
- Virtual International Authority File: 14973334
- WorldCat: E39PBJbM6r8YXCqWTcQhYxQH4q